# 518
| [ Edytuj tabelę ]          |                                                                                     |
| Cesarz Bizancjum           | - 491 Anastazjusz I 518 - 518 Justyn I 527                                          |
| Cesarz Chin                | - 502 Liang Wudi 549                                                                |
| Król Franków               | - 511 Chlodomer 524 - 511 Childebert I 558 - 511 Teuderyk I 534 - 511 Chlotar I 561 |
| Król Kentu                 | - 512 Octa 522                                                                      |
| Patriarcha Konstantynopola | - 511 Tymoteusz I 518 - 518 Jan II Kapadocki 520                                    |
| Władca Korei               | - 491 Munja 519                                                                     |
| Król Mercji                | - 501 Cnebba (?) 566                                                                |
| Król Munsteru              | - 493 Eochaid 523                                                                   |
| Król Ostrogotów            | - 471 Teodoryk Wielki 526                                                           |
| Papież                     | - 514 Hormizdas 523                                                                 |
| Król Persji                | - 488 Kawad I 531                                                                   |
| Król Wandalów              | - 496 Trasamund 523                                                                 |
| Król Wizygotów             | - 511 Teodoryk Wielki 526                                                           |

Rok 518 / DXVIII
stulecia: V wiek ~
VI wiek ~
VII wiek

lata: 508 «
513 «
514 «
515 «
516 «
517 «
518
» 519
» 520
» 521
» 522
» 523
» 528

## Wydarzenia
- 5 lipca – Justyn I został cesarzem bizantyjskim. Był on wyznania chalcedońskiego i potępiał innowierców.
- cesarz Justynian wygnał monofizyckiego patriarchę Mor Seweriusza do Egiptu i od tej pory rezydencjami patriarchów były różne klasztory w Mezopotamii, a nie w Antiochii
- w latach 518–527 Antowie najechali Bizancjum

## Urodzili się
- Radegunda z Turyngii, frankijska królowa Neustrii, mniszka, diakonisa, fundatorka klasztoru Świętego Krzyża w Poitiers (552), święta Kościoła katolickiego i Kościołów ewangelickich (data sporna lub przybliżona)

## Zmarli
- Anastazjusz I, cesarz wschodniorzymski
- 20 lipca Eliasz I, patriarcha Jerozolimy.